# Junius
Junius es un pueblo ubicado en el condado de Seneca en el estado estadounidense de Nueva York. En el año 2000 tenía una población de 1,362 habitantes y una densidad poblacional de 19.7 personas por km².

## Geografía
Junius se encuentra ubicado en las coordenadas 42°59′9″N 76°55′11″O / 42.98583, -76.91972.

## Demografía
Según la Oficina del Censo en 2000 los ingresos medios por hogar en la localidad eran de $38,317, y los ingresos medios por familia eran $44,444. Los hombres tenían unos ingresos medios de $28,828 frente a los $22,440 para las mujeres. La renta per cápita para la localidad era de $15,806. Alrededor del 7.9% de la población estaban por debajo del umbral de pobreza.